# جيسون غودال
جيسون غودال (بالإنجليزية: Jason Goodall)‏ مواليد 23 يناير 1967 في يوركشاير، هو لاعب كرة مضرب بريطاني سابق بدأ مسيرته كمحترف سنة 1984 وكان يلعب باليد اليمنى، اعتزل اللعب في 1990. أعلى تصنيف له في الفردي كان المركز الـ 240 في سنة 1989. أعلى تصنيف له في الزوجي كان المركز الـ 248 في سنة 1989.

## روابط خارجية
- جيسون غودال على موقع رابطة محترفي التنس (الإنجليزية)
- جيسون غودال على موقع الاتحاد الدولي لكرة المضرب (الإنجليزية)
- جيسون غودال على موقع خلاصة التنس.كوم (الإنجليزية)